# 城巴
城巴有限公司（英語：Citybus Limited，縮寫：CTB，通稱：城巴），是香港匯達交通服務旗下的一家巴士公司，為香港境內現時四間專營巴士公司之一，路線網絡覆蓋全港18區，並同時提供非專營巴士服務和巴士租賃服務。
新巴曾經為其姊妹公司，2023年7月1日隨新巴城巴合併，所有路線交由城巴營運。

## 歷史

### 成立
1977年8月5日，前中華汽車公司交通經理李日新創辦城巴有限公司的前身Passenger Transport Services（Asia）Limited，在香港提供公共交通管理顧問服務。及後於1979年，該公司開始營運非專利巴士路線，並冠以城市巴士或城市縱橫巴士（後來改為現今的城巴）的稱號，包括香港船塢員工接送車服務。Passenger Transport Services（Asia）於1983年改稱為現時的城巴有限公司。

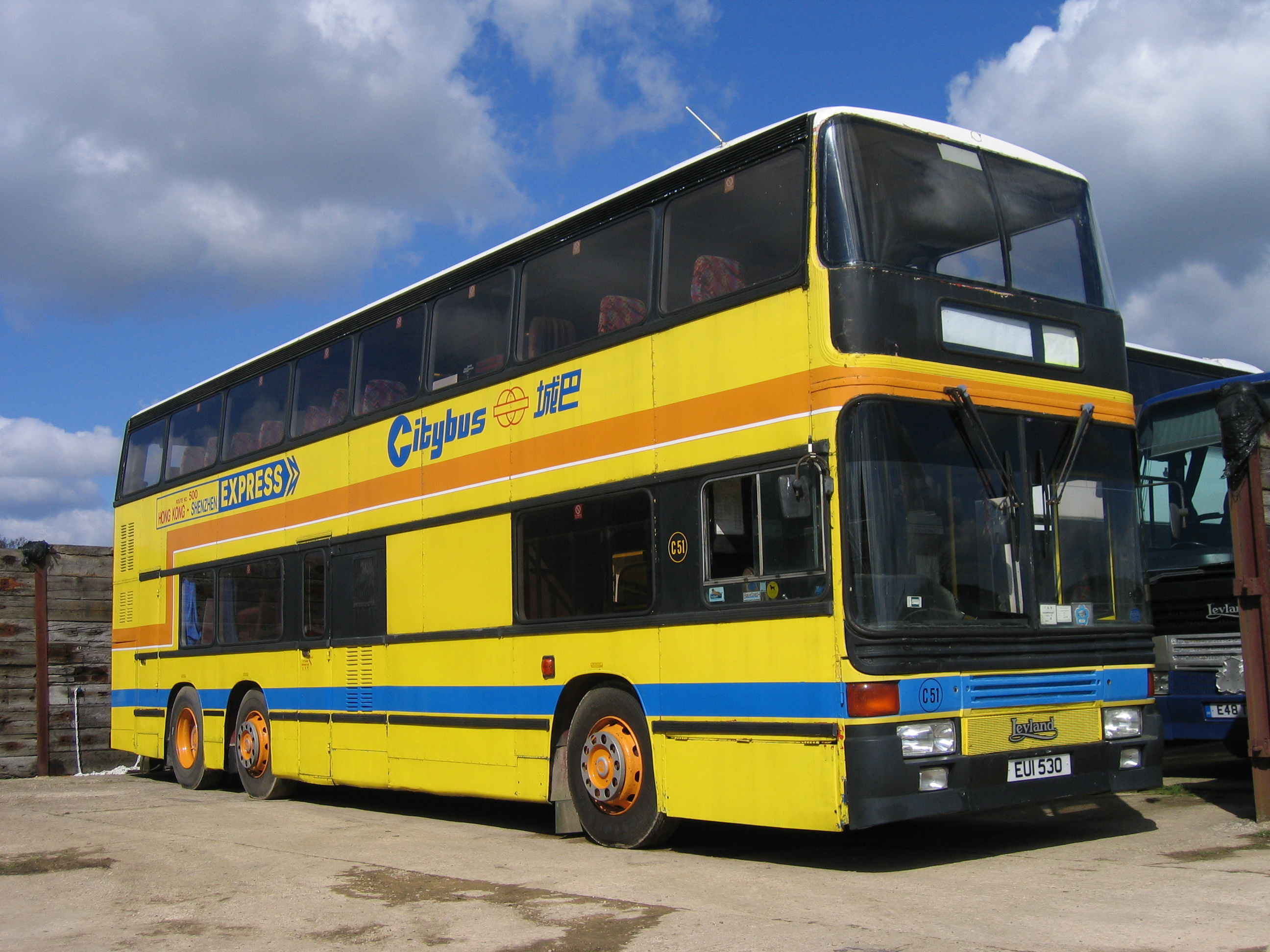
城巴非專利部曾於1985年至2001年間經營中港過境線；圖中配ECW車身的利蘭奧林比安空調巴士於1985年2月加入城巴，並行走開業不久的過境路線

在1981年開辦香港首條非專利居民巴士（俗稱邨巴）的62R線（該路線於2013年9月30日永久停駛），來往沙田第一城與九龍塘站，它更是香港首條以全線採用空調巴士行走的路線，另外亦開辦了60R線來往大窩口，61R線來往藍田，88R線及89R線來往灣仔及中環。不久又跟海洋公園合作，營辦來往海洋公園收費穿梭巴士服務。1980年代中期，來往中港兩地的人流大增，城巴於1984年成立城巴（中國）有限公司並推出來往中國大陸與香港的直通巴士服務，這服務直至2001年因不敵後繼者以及廣深鐵路而停辦。1985年，城巴更從英國購入新型的利蘭奧林比安，作為行走中港直通巴士之用。這為日後香港空調巴士的普及化打好基礎。城巴亦提供合約及私人巴士租賃服務，其中包括為電視廣播有限公司提供的員工接載服務。
1987年起，城巴獲北海集團注資，城巴隨即運用資金購置更多的利蘭奧林比安三軸巴士，並於1991年收購英國Ensignbus（城巴成立初期的二手車輛提供者）於倫敦東部達根林（Dagenham）的巴士路線營運部門，隨後改稱首都城巴（於1998年由第一集團收購）。

### 取得專營權

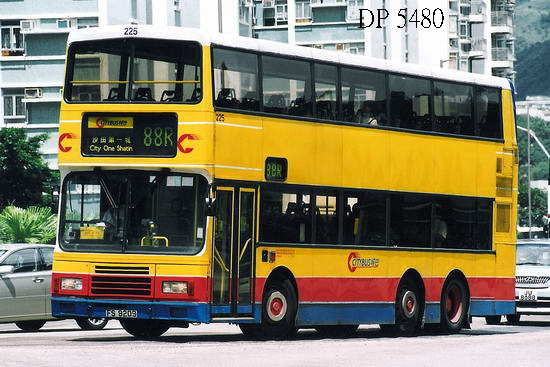
利蘭奧林比安是城巴投得專營權後的主力車型之一

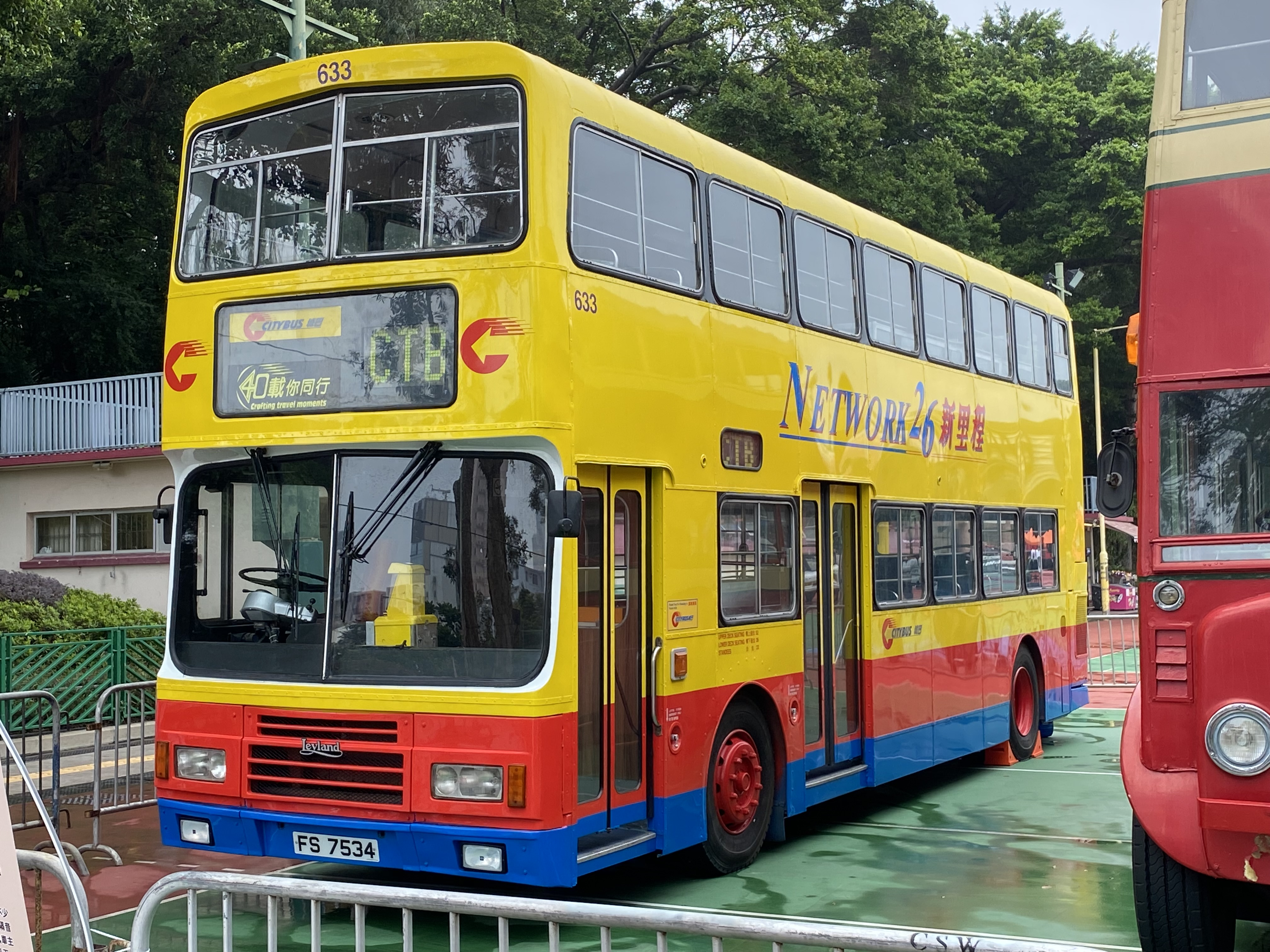
城巴取得專營權初期，巴士以「Network 26新里程」作宣傳口號

隨著港島區巴士公司中巴服務水平與質素在88至90年間日走下坡，城巴立刻把業務重點集中在港島，在中巴大罷駛時開辦屋邨巴士線，鞏固了港島區業務的根基和形成競爭。同時城巴跟香港政府商討進軍專利巴士市場，最後港府於1991年批出一條已被中巴取消幾年，行走港島中半山的12A巴士路線予城巴，使城巴在短短10年間便由小型巴士公司搖身一變，成為香港一間專利巴士公司，結束中華巴士自1923年起近70年的壟斷局面。在城巴投得這條中半山巴士路線後，便立即派出新型空調巴士行走該線。當港府在1993年決定把中巴26條巴士線拿出來公開競投時，城巴成功投得專營權，並以「Network 26新里程」作宣傳口號；1995年港府再削減14條中巴路線，直接給予城巴營運。自此城巴便正式進軍香港島，在幾年間大舉擴張，購買大量空調巴士，搶佔大量原中巴客源，令中巴的整體客量不斷萎縮。
北海集團於1996年分拆「城巴集團有限公司」（Citybus Group Limited）上市，並於11月29日掛牌，股票代號為0523。上市籌集而來的資金，間接加速城巴專營巴士車隊全空調化。1997年，北海集團陷入財困，從而出售非核心業務套現，包括城巴集團，香港中旅國際投資有限公司於5月收購城巴集團20%股權。
當中巴專營權在1998年9月1日結束時，港府再批出12條路線予城巴，其餘路線的經營權則由新世界第一巴士投得。
除了港島區服務外，城巴也有經營其他地區的巴士業務，如在1997年便成功投得了十多條由香港島、九龍、將軍澳往來赤鱲角機場和北大嶼山巴士路線的經營權，此外亦取得幾條新界西往來港島巴士路線的營運權。雖然如此，港島區始終仍然是城巴的主要服務範圍。
1997年，城巴亦開始在中國內地範圍內營運，當年1月31日使用富豪B10M開通成渝長途巴士線，同年與北京市電車公司合作成立北京電車城巴有限公司，1998年更與北京市長途汽車公司合作成立北京長運城巴客運有限公司，亦與天津市公交集團合作成立天津城巴，但均於2000年代初期結束在內地的業務。

### 新創建集團

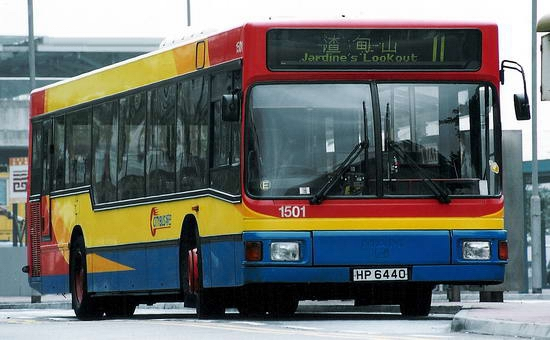
城巴的猛獅NL262單層巴士，披着類似當時股東英國Stagecoach巴士所用的車身顏色作試驗

香港中旅國際投資於1999年2月將持有的23.12%城巴股權以5.28億港元出售予英國第二大巴士公司捷達集團（Stagecoach）旗下的Stagecoach Asia Ltd，3月捷達再下一城，增持城巴股權成為大股東，城巴集團亦於7月28日正式撤銷上市地位。此舉令城巴成為首家獲得外資收購的本地專利巴士公司，可是不久就遇到香港政府推行鐵路為主的政策，對專營巴士公司實施車輛配額限制，限制專利巴士公司開拓新路線，降低專營巴士競爭力保護鐵路公司的投資，加上2003年香港爆發沙士疫情，令外資無意繼續在香港的專營巴士市場投資，Stagecoach於2003年6月9日宣佈把城巴轉售予新創建集團，令新創建同時擁有新巴與城巴，港島區巴士的激烈競爭因此宣告結束。兩巴及後推出路線重組、八達通轉乘優惠等，並編制、管理後勤人手及合併資源等，以節省資源，而城巴、新巴和新渡輪已於2005年7月1日時同為新世界發展旗下運輸業務。此外，城巴總辦事處由上環京光商業中心（德輔道西9號）13樓遷往新巴創富道車廠。
2000年，城巴與九龍巴士屬下之路訊通合作，在數百輛巴士上安裝液晶體電視屏幕，播放預錄節目。
城巴與新巴於2005年6月1日起，推出八達通「即日來回證」計劃，同時亦已推出跨越城巴與新巴的八達通轉乘計劃，使八達通卡持有人乘搭城巴或新巴路線時，可以以優惠價轉乘對方的特定路線。
2006年1月10日，行政會議通過向城巴批出為期10年的專營權，以及「可加可減」的新票價機制。新機制和相關的優惠措施在2月19日實施，優惠為期3年。而在周日或公眾假期為長者提供HK$2或半價（以較低者為準）的車費優惠，則提早由1月28日推行。
城巴亦為首家使用全球定位系統（GPS）提供自動報站的巴士公司，於1998年起在城巴機場快線的巴士上使用。於2006年起，城巴亦陸續試驗新一代全球定位系統自動報站系統，其中2006年中引入於城巴機場快線A10線的系統，隨後更容許乘客以手提電話向城巴發送短訊來取得巴士預計到站時間的短訊。2007年1月，另一套系統亦開始在路線11、12、511的猛獅NL262上試用，該批巴士上設置了使用GPS系統報站的報站機。城巴更於2008年起在旗下大部分巴士車輛安裝以GPS驅動的報站系統，並於2009年起在旗下大部分路線啟用。目前，城巴旗下所有專利巴士皆已啟用GPS驅動的報站系統。
2007年7月1日於深港西部通道正式啟用當天，城巴亦開辦了兩條由屯門往來深圳灣口岸公共運輸交匯處的專利巴士路線，分別是來往屯門碼頭的B3線，以及來往屯門市中心的B3X線。
2011年，城巴、新巴推出同時適用於iPhone及Android平台的手機應用程式，同時推出全新地圖版路線搜尋功能，除提供路線搜尋功能外還提供班次資訊。
2012年7月1日，城巴、新巴與Buspak合作，在約1,200輛已安裝液晶體電視屏幕的巴士上，播放預錄節目，EyePress的即時新聞走馬燈，Webus App的優惠等，而該媒體命名為Buzplay。8月5日，城巴根據長者及合資格殘疾人士公共交通票價優惠計劃，為年滿65歲長者使用長者或個人八達通及合資格殘疾人士使用「殘疾人士身分」個人八達通乘客提供優惠，每程收費只需港幣2元。同年，政府宣布向城巴專營權二（即機場與北大嶼山路線）批出兩個為期十年的專營權，於2013年5月1日開始生效。
2014年，城巴引入首批油電混合動力版亞歷山大丹尼士Enviro 500 MMC雙層巴士，投放到市區路線作試驗。
2015年，城巴引入全港首批專利單層電動巴士，運作時完全零廢氣排放，並安排於市區路線行走，進一步改善路邊空氣污染。同年，政府宣布延續城巴專營權一（即香港島及過海巴士網絡）的專營權十年。新專營權於2016年6月1日開始生效。
2016年6月1日，城巴8條路線展開「Next Bus」實時抵站時間查詢試驗服務。11月30日推出城巴、新巴手機應用程式3.0版，換上全新設計介面，並提升路線搜尋功能。12月，新創建集團向周大福企業收購新創建交通服務其餘的50%股權。城巴及新巴成為新創建集團的全資附屬公司。

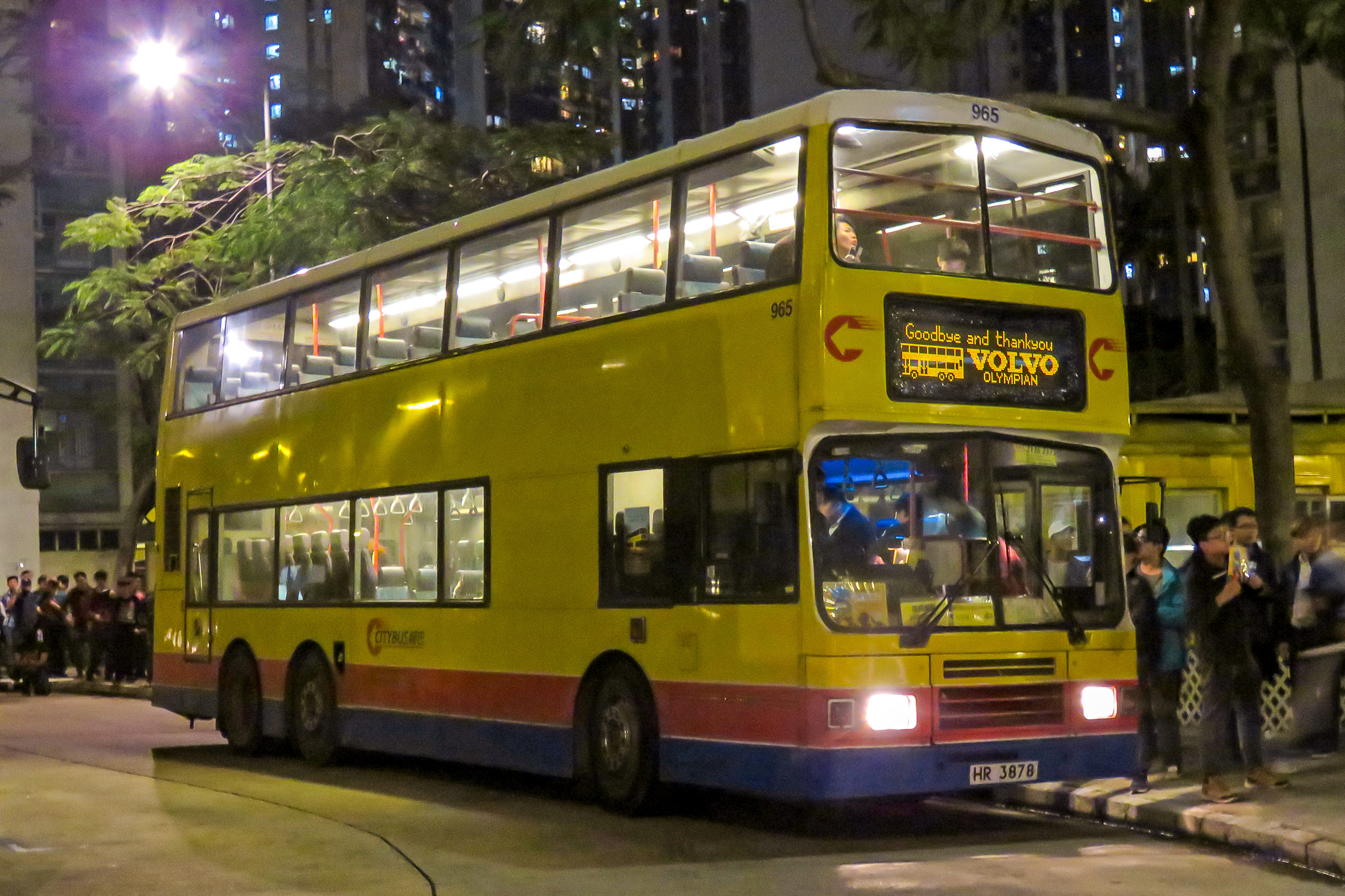
2019年3月26日，城巴富豪奧林比安巴士最後一天行駛，這標誌著城巴高地台巴士的全數退役

2017年10月4日，城巴所有專利路線均採用特低地台巴士行走。
2018年4月10日，城巴奪得啟德發展區3條路線的經營權。5月28日，城巴所有專營路線均設有「Next Bus」實時抵站時間查詢。
2019年3月26日，城巴高地台巴士全數退役。除了新大嶼山巴士部分路段不能使用特低地台巴士行走外，全香港所有巴士都已經是特低地台巴士（其中3輛非專利巴士因牌照問題而不能接載輪椅乘客）。8月6日，流動應用程式及網站由上午10時起顯示所有聯營路線的九巴班次的實時抵站時間。10月28日推出城巴、新巴手機應用程式4.0版，引入全新主頁版面及附近路線搜尋功能，並即時顯示巴士路線的實時抵站時間及巴士的行車狀態。同年加入Wi-Fi.HK計劃。

### 新創建出售城巴及新巴業務

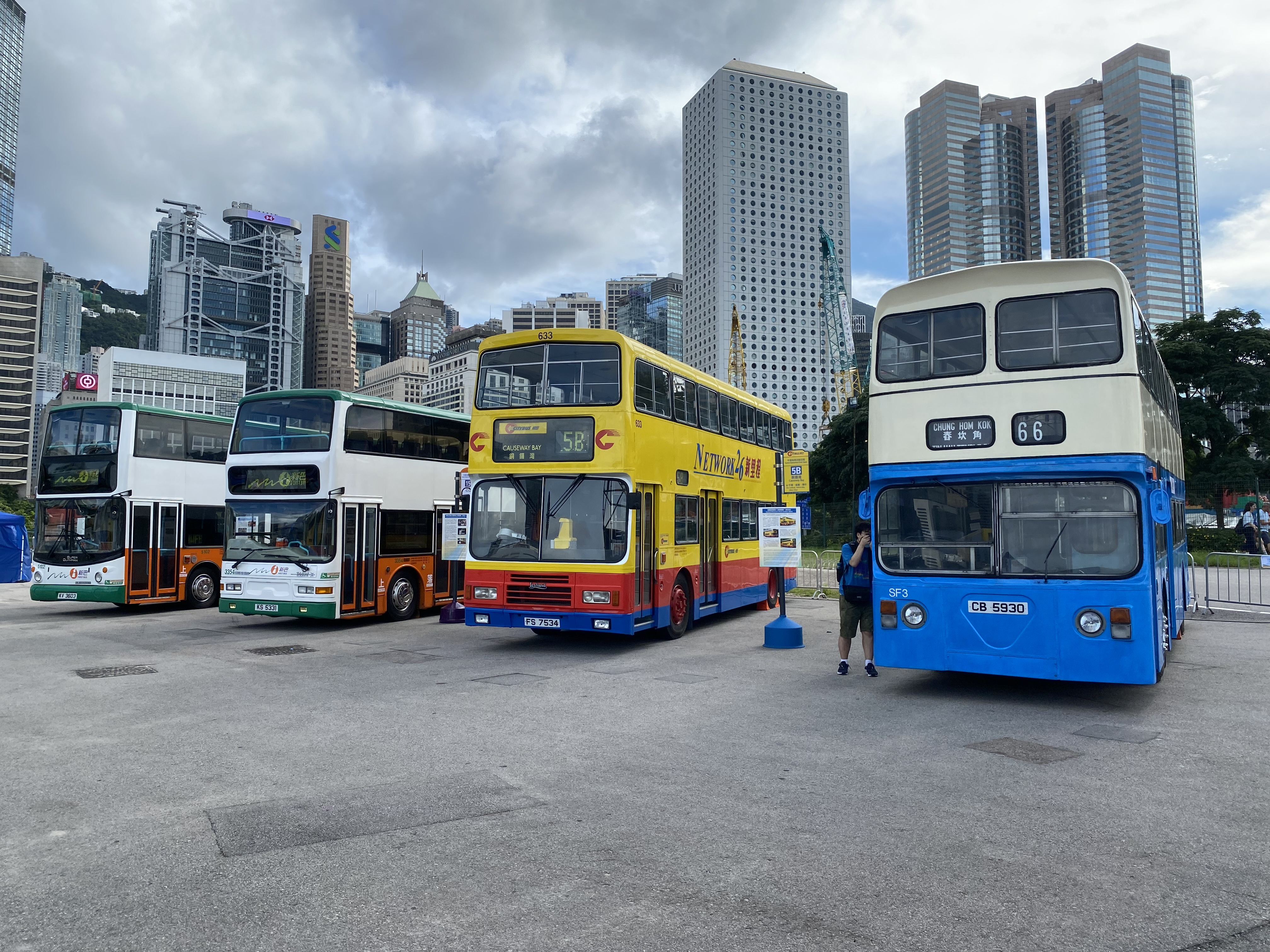
2023年6月，城巴於與新巴合併前在中環海濱活動空間設置大型免費巴士展覽「One Citybus 展覽」。展覽焦點之一為是經復修的經典珍寶巴士

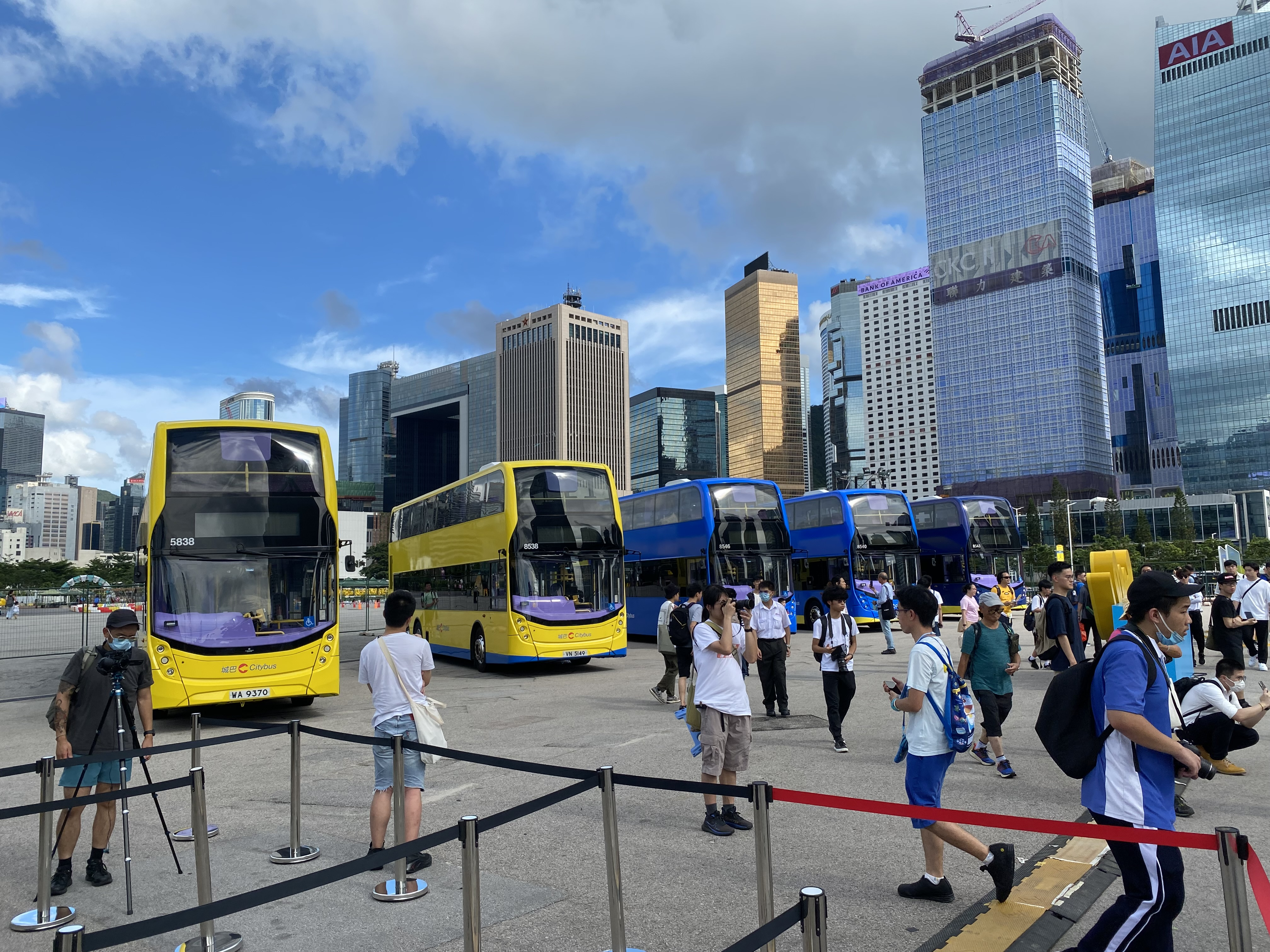
2023年6月，城巴於與新巴合併前在中環海濱活動空間設置的巴士展覽「One Citybus 展覽」，展示5種不同顏色的巴士塗裝

2020年8月21日，新創建集團有限公司宣布以32億元出售城巴及新巴業務，接手的國際財團由3間公司組成，包括私募股權投資公司善水資本旗下Templewater Bravo Holdings Limited、在香港上市的漢思能源，及總部設在英國并在劍橋郡和智利提供公共交通營運服務的Ascendal集團，分別持股90.8%、8.6%及0.6%。交易完成後，城巴及新巴現有營運模式將維持不變，員工現有薪酬待遇、僱傭條款及福利保持不變。新創建行政總裁馬紹祥指，交易符合集團改善業務組合以達致長遠可持續發展策略。
2022年2月27日，根據調整後之長者及合資格殘疾人士公共交通票價優惠計劃，60-64歲香港居民使用「樂悠咭」，每程收費只需HK$2，並取代原有部分專營路線為60-64歲自行提供之票價優惠。
2022年7月12日，匯達交通獲行政長官會同行政會議批准後，宣佈城巴及新巴將於2023年7月1日起合併，屆時將會統一以城巴經營。
2023年5月31日，城巴於與新巴合併前一個月公佈新標誌。
2023年7月1日淩晨4時，正式與姊妹公司新巴合併，從後者接辦所有路線及車隊。
2024年8月25日，根據優化後之長者及合資格殘疾人士公共交通票價優惠計劃，60歲或以上香港居民（包括合資格殘疾人士）必須使用「樂悠咭」，方可享有每程HK$2優惠票價。

## 管理層

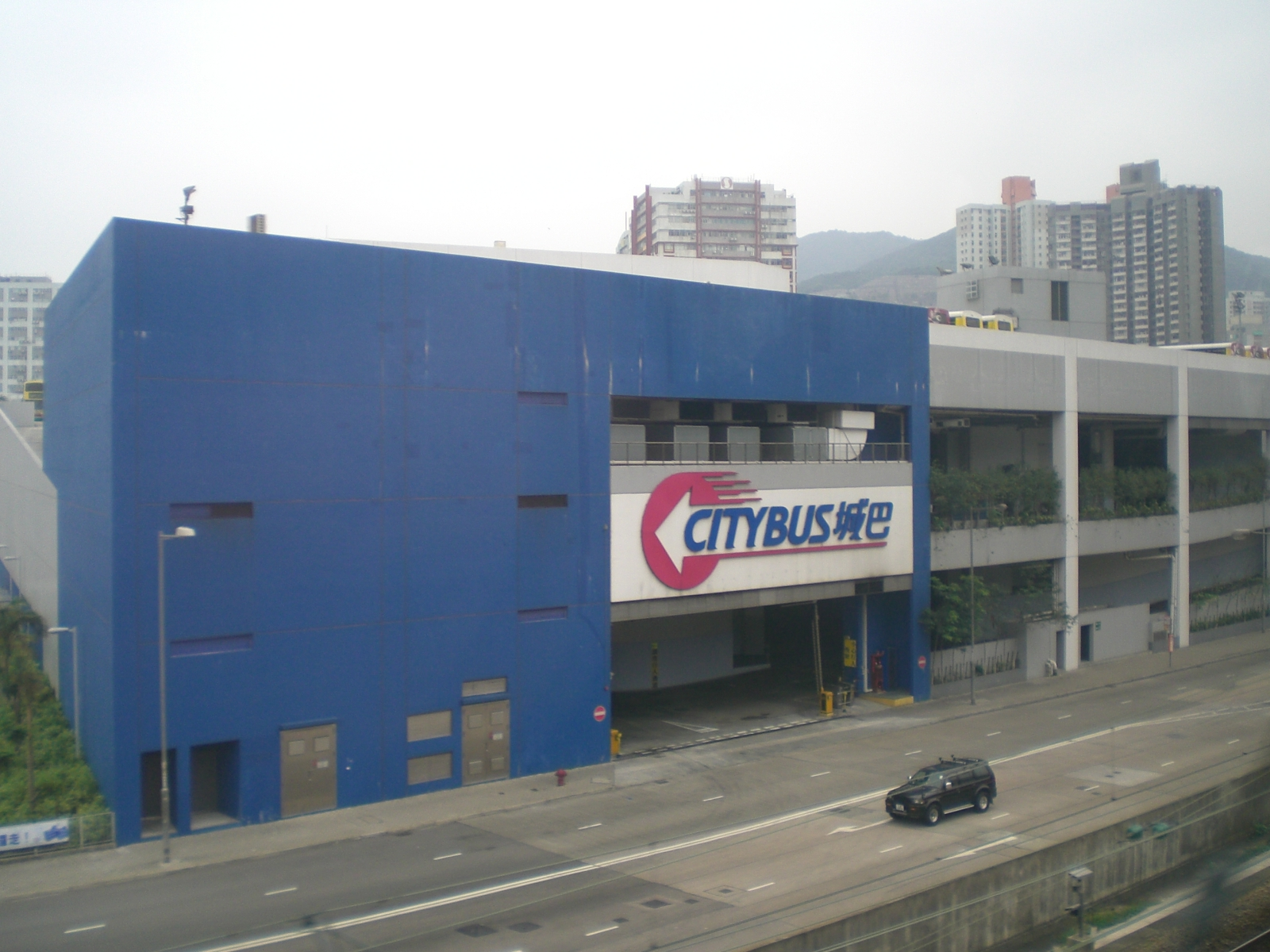
城巴柴灣車廠

- 主席：張堃[13]
- 副主席：鍾澤文
- 董事總經理：鍾澤文 (暫代)
- 營運總監：馬詹唯
- 商務總監：吳義君
- 風險合規及人才管理總監：陳婉婷

### 歷任管理層（部分）
副主席：
- 馬良（Nicolas de Mascarel）

行政總裁：
- 譚利民（Adam Leishman）[14]

董事總經理：
- 李卓豪（Richard Hall）

營運總監：
- 韋仁成（Tony Williamson）、李卓豪（Richard Hall）、馮家輝

財務總裁：
- 冬天樂（Stephen Winter）

營運及工程總監︰
- 馮家輝

總經理（工程）:
- 蘇國健

## 架構

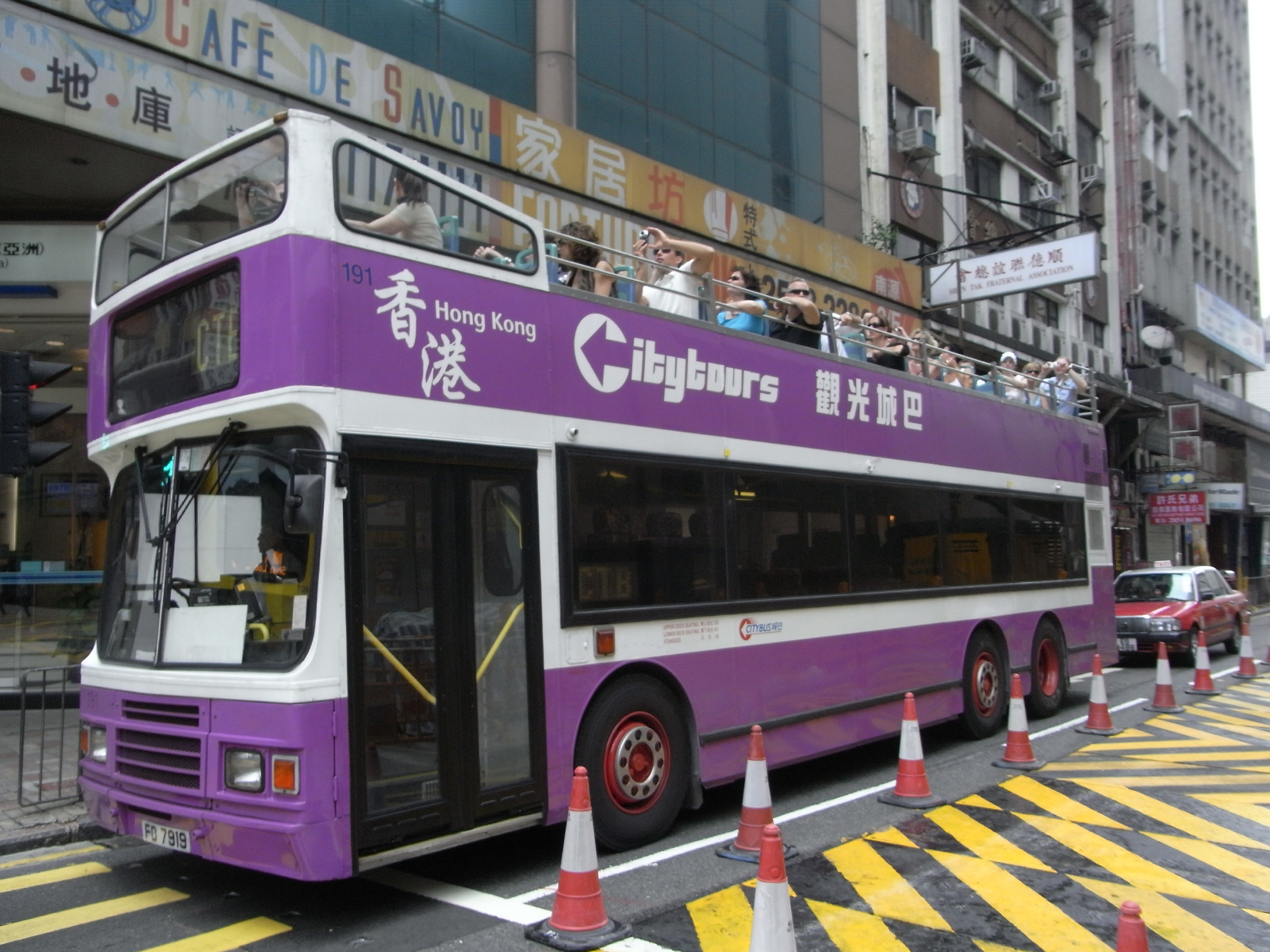
城巴開蓬觀光巴士

早期城巴只有非專利巴士業務，後來第1條專利路線12A投入服務，加上經營Network 26新里程，便出現了專利部，負責經營專利路線。1997年，城巴開始經營北大嶼山及機場巴士服務，由於這批路線的專利權是與港島區的分開，所以便成立專利二部，負責營運北大嶼山及機場的巴士，而原先管理港島區及過海路線的部門便稱為專利一部。隨著城巴的業務續漸擴展，原先的架構便顯得不合時宜，便改為現今分為營運一部及營運二部（但是政府給予的專營權分界維持不變）。維修方面，可從車頭擋風玻璃近司機位處的標貼作識別，卻有別於九巴根據此作車務調動，分區只是適用於車輛維修及車長管理時使用，日常收車的安排並不會受此限制。

### 營運一部
營運一部負責管理香港島區內專營路線及大部份過海專營路線（包括九龍、將軍澳、西貢、馬鞍山等地區），超過90條路線，是城巴內最大的部門。負責管理有關路線的車隊、車長、站長、後勤人員、稽查、車廠、車站設施等等，主要工作為處理日常車務，包括分派車輛、編排各員工的更份、車輛維修等。
部分由營運二部管理的過海路線（如170系列、182系列、930系列等）之用車及更份亦會由營運一部負責。
各車廠地方有限，晚間大部份巴士都需要泊在巴士總站，而營運壹部的車輛亦會停泊於上環海傍警署（現中區警署）側的巴士停車場及位於啟德世運道泊車場（九龍灣泊車場）。
維修方面，主要分為：

#### 東區（E）
東區設有柴灣車廠（代號CWD，簡稱柴廠）位於柴灣常安街38號，創富道車廠（代號CFD，簡稱創富廠）位於柴灣創富道8號，上環車廠位於上環干諾道西，及將軍澳車廠位於將軍澳運隆路15號，替東區路線的車輛作維修及提供收集錢箱、添補燃油、洗車等日常工作，並負責城巴所有車輛之年驗、大修、新車檢驗及退役處理等大型項目。部份東區（E）車輛會同時貼上「東區」（E）和「北區」（N）廠徽，代表該車主要行走由營運貳部管理的北區路線，但由營運壹部柴灣車廠負責維修保養。

#### 南區（S）
南區設有黃竹坑車廠（代號WCD，簡稱黃廠）及海洋公園車廠（代號OPD，簡稱海廠）。南區黃廠前身為黃竹坑車廠隔鄰的泊車場，於2006年投入服務，事因海洋公園車廠部份地方需要交還給海洋公園作擴建用途，而已停止運作的鴨脷洲車廠未能用作替代，就在黃竹坑車廠隔鄰作臨時車廠，以供南區的巴士日常收集錢箱、添補燃油，洗車及維修等。海廠為1993年時，政府提供給城巴作日常運作之用，分為大場及細場，大場為於海洋公園道及黃竹坑道之間，香港仔運動場隔鄰，主要用作停泊車輛之用，亦有洗車機作日常之用，現在亦肩負南區編更部的地方。細場則位於海洋公園巴士總站旁，昔日為城巴的重要基地，是南區控制中心、日常收集錢箱、補添燃油、洗車的地方，現已停用。

### 營運二部

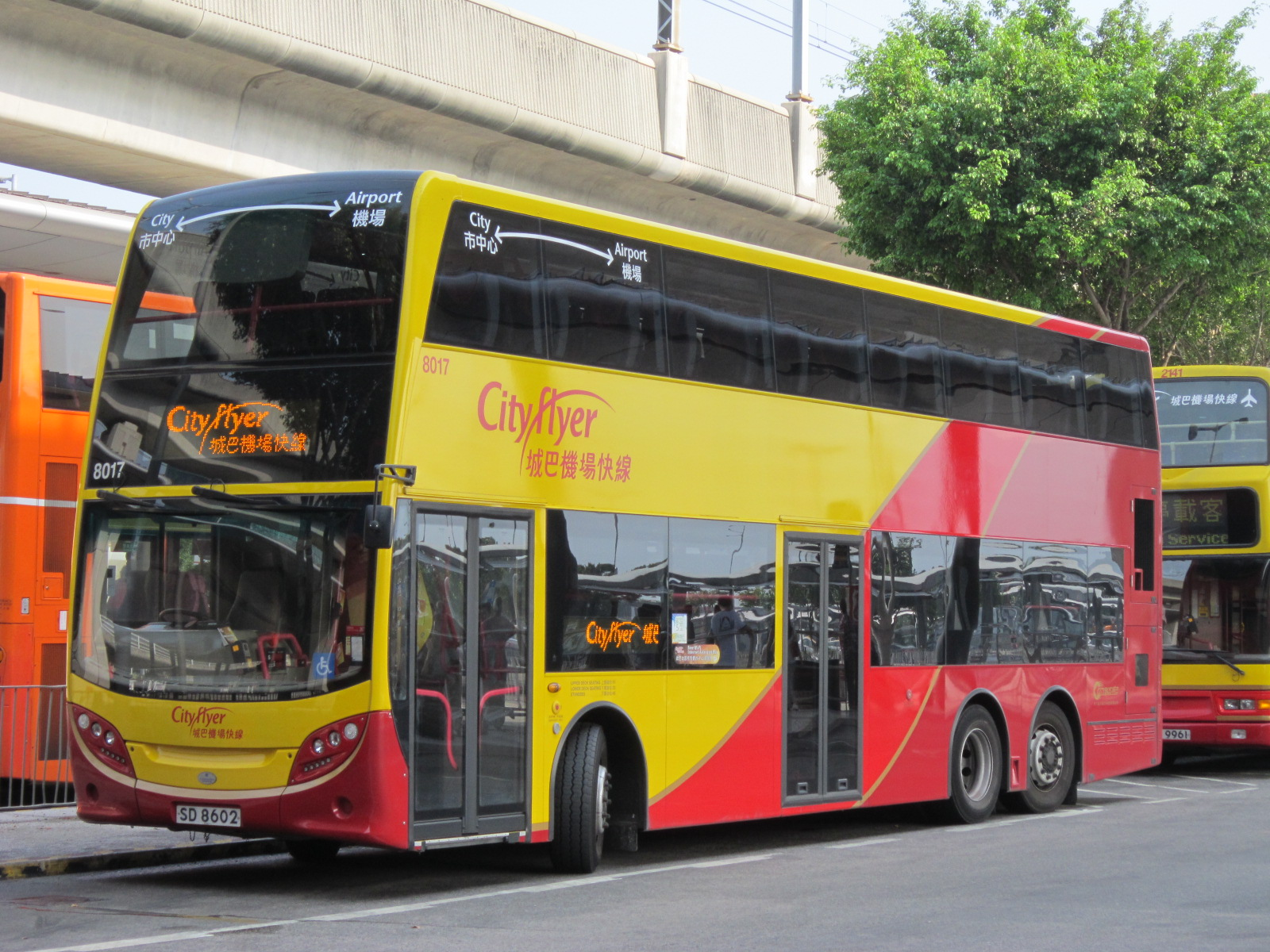
城巴機場快線

營運二部負責管理機場及北大嶼山專營路線、深圳灣口岸專營路線、來往港島對新界部分地區（荃灣、屯門、天水圍、部分沙田區）的過海專營路線及海洋公園629線，以及所有非專營巴士，超過30條路線。負責管理有關路線的車隊、車長、站長、後勤人員、稽查、車廠、車站設施等等，主要工作為處理日常車務，包括分派車輛、編排各員工的更份、車輛維修等。
各車廠地方有限，晚間大部份巴士都須泊在巴士總站，而營運貳部的車輛亦會停泊於上環中區警署側的巴士停車場、由營運壹部管理的柴灣車廠、黃竹坑車廠、海洋公園車廠及啟德世運道泊車場（九龍灣泊車場）。如果營運貳部車輛收車時停泊在由營運壹部管理的車廠和停車場，收集錢箱、添補燃油、洗車等日常工作就會由營運壹部管理的車廠負責；車輛大修及年檢等工作則全數在營運壹部柴灣車廠處理。
在火炭車廠因興建居屋彩禾苑而關閉後，大部分營運二部車輛已轉投營運一部繼續服役，因此大部分路線已改由營運一部派車。
維修方面，主要分為：

#### 北區（N）
北區設有屯門車廠（代號TMD）和西九龍車廠（代號WKD），替北區路線及所有非專利部的車輛作維修及提供收集錢箱、添補燃油、洗車等日常工作。

#### 大嶼山（T）
大嶼山設有小蠔灣車廠（代號SHD）及東涌車廠（代號TCD），替北大嶼山路線的車輛作維修及提供收集錢箱、添補燃油、洗車等日常工作。

## 巴士短期票價優惠
城巴按照2006年與政府協議按照「可加可減機制」須以票價優惠回贈乘客。
2006年1月10日，行政會議通過向城巴批出為期10年的專營權，以及「可加可減」的新票價機制。
2011年2月3日，城巴按照上述協議，推出2項為期3個月的短期票價優惠包括「即日回程車資折扣」及「即日每2程減2元」，創出香港專營巴士服務的紀錄。
2012年1月22日，城巴再按照上述協議，再次推出兩項為期8週的短期票價優惠包括「即日回程車資折扣」及「即日每2程減2元」。
2013年2月3日，城巴再按照上述協議，分別推出兩項為期6週的短期票價優惠包括「即日回程車資折扣」及「即日每2程減2元」。
2014年1月20日，城巴再按照上述協議，推出兩項為期10週的短期票價優惠包括「即日回程車資折扣」及「即日每2程減2元」。
2015年1月15日，城巴再按照上述協議，分別推出兩項為期12週的短期票價優惠包括「即日回程車資折扣」及「即日每2程減2元」。4月8日再按照上述協議將兩項乘車優惠延長4周的短期票價優惠包括「即日回程車資折扣」及「即日每2程減2元」。

## 路線
過海隧道巴士
| 編號 | 路線               | 路線 | 路線                 | 聯營公司                                             | 備註                                                         |
| ---- | ------------------ | ---- | -------------------- | ---------------------------------------------------- | ------------------------------------------------------------ |
| 101  | 觀塘（裕民坊）     | ↔    | 堅尼地城             | 九巴                                                 |                                                              |
| 101X | 觀塘（裕民坊）     | ↔    | 堅尼地城             | 九巴                                                 | 只於星期一至五繁忙時間服務（假期除外）                       |
| 102  | 美孚               | ↔    | 筲箕灣               | 九巴                                                 |                                                              |
| 102P | 美孚               | ↔    | 筲箕灣               | 九巴                                                 | 只於平日繁忙時間服務（假期除外）                             |
| 103  | 竹園邨             | ↔    | 蒲飛路               | 九巴                                                 |                                                              |
| 104  | 白田邨             | ↔    | 堅尼地城             | 九巴                                                 |                                                              |
| 104  | 澤安邨             | →    | 中環街市             | 九巴                                                 | 特別班次，只於平日早上繁忙時間服務（假期除外）               |
| 106  | 黃大仙             | ↔    | 小西灣（藍灣半島）   | 九巴                                                 |                                                              |
| 106A | 黃大仙             | →    | 太古（康怡廣場）     | 九巴                                                 | 只於星期一至五早上繁忙時間服務（假期除外）                   |
| 106P | 黃大仙             | ↔    | 小西灣（藍灣半島）   | 九巴                                                 | 只於星期一至五繁忙時間服務（假期除外）                       |
| 107  | 九龍灣             | ↔    | 華貴邨               | 九巴                                                 | 星期日及公眾假期之部份班次繞經海洋公園                       |
| 107P | 海逸豪園           | ↔    | 數碼港               | 九巴                                                 | 只於平日繁忙時間服務（假期除外）                             |
| 109  | 何文田             | ↔    | 中環（港澳碼頭）     | 九巴                                                 | 只於平日繁忙時間服務（假期除外）                             |
| 110  | 筲箕灣             | ↺    | 尖沙咀東（麼地道）   | 九巴                                                 | 只於平日繁忙時間服務（假期除外）                             |
| 111  | 坪石               | ↔    | 中環（港澳碼頭）     | 九巴                                                 | 只於平日繁忙時間服務（假期除外）                             |
| 111P | 彩福               | ↔    | 中環（港澳碼頭）     | 九巴                                                 | 只於平日繁忙時間服務（假期除外）                             |
| 112  | 蘇屋               | ↔    | 北角（百福道）       | 九巴                                                 | 只於平日繁忙時間服務（假期除外）                             |
| 113  | 彩虹               | ↔    | 堅尼地城（卑路乍灣） | 九巴                                                 | 只於平日繁忙時間服務（假期除外）                             |
| 115  | 九龍城碼頭         | ↔    | 中環（港澳碼頭）     | 九巴                                                 |                                                              |
| 115P | 海逸豪園           | →    | 中環（港澳碼頭）     | 九巴                                                 | 只於星期一至五早上繁忙時間服務（假期除外）                   |
| 116  | 慈雲山（中）       | ↔    | 鰂魚涌（祐民街）     | 九巴                                                 |                                                              |
| 117  | 深水埗（欽州街）   | ↔    | 跑馬地（下）         | 九巴                                                 |                                                              |
| 118  | 小西灣（藍灣半島） | ↔    | 長沙灣（深旺道）     | 九巴                                                 |                                                              |
| 118P | 小西灣（藍灣半島） | ↔    | 長沙灣（深旺道）     | 九巴                                                 | 只於平日繁忙時間服務（假期除外）                             |
| 170  | 華富（中）         | ↔    | 沙田站               | 九巴                                                 | 星期日及公眾假期之部份班次繞經海洋公園                       |
| 171  | 海怡半島           | ↔    | 荔枝角               | 九巴                                                 | 星期日及公眾假期之部份班次繞經海洋公園                       |
| 171A | 利東邨             | →    | 荔枝角               | 九巴                                                 | 只於平日早上繁忙時間服務（假期除外）                         |
| 171P | 海怡半島           | →    | 荔枝角               | 九巴                                                 | 只於平日早上繁忙時間服務（假期除外）                         |
| 182  | 中環（港澳碼頭）   | ↔    | 愉翠苑               | 九巴                                                 |                                                              |
| 182X | 中環（港澳碼頭）   | →    | 愉翠苑               | 九巴                                                 | 只於星期一至五晚間繁忙時間服務（假期除外）                   |
| 302  | 慈雲山（北）       | →    | 上環                 | 九巴                                                 | 只於平日早上繁忙時間服務（假期除外）                         |
| 302A | 慈雲山（北）       | →    | 北角（健康村）       | 九巴                                                 | 只於星期一至五早上繁忙時間服務（假期除外）                   |
| 307  | 大埔中心           | ↔    | 中環碼頭             | 九巴                                                 | 平日08:10或之前往港島的班次以上環（永吉街）為總站            |
| 307A | 大埔頭             | →    | 上環（永吉街）       | 九巴                                                 | 只於星期一至五早上繁忙時間服務（假期除外）                   |
| 307P | 大埔（汀太路）     | ↔    | 天后站               | 九巴                                                 | 只於星期一至五繁忙時間服務（假期除外）                       |
| 601  | 寶達               | ↔    | 金鐘（東）           | 九巴                                                 |                                                              |
| 601P | 寶達               | ↔    | 上環                 | 九巴                                                 | 只於平日繁忙時間服務（假期除外）                             |
| 601P | 曉麗苑             | →    | 上環                 | 九巴                                                 | 特別班次，只於星期一至五早上繁忙時間服務（假期除外）         |
| 606  | 彩雲（豐盛街）     | ↔    | 小西灣（藍灣半島）   | 九巴                                                 |                                                              |
| 606A | 彩雲（豐盛街）     | ↔    | 耀東                 | 九巴                                                 | 只於平日早上繁忙時間服務（假期除外）                         |
| 606X | 九龍灣             | ↔    | 小西灣（藍灣半島）   | 九巴                                                 | 只於平日早上繁忙時間服務（假期除外）                         |
| 606X | 啟業               | →    | 小西灣（藍灣半島）   | 九巴                                                 | 特別班次，只於平日繁忙時間服務（假期除外）                   |
| 608  | 筲箕灣             | ↔    | 九龍城（盛德街）     |                                                      |                                                              |
| 608P | 小西灣（藍灣半島） | ↔    | 啟德                 | 只於星期一至五早上及黃昏繁忙時間服務（假期除外）     |                                                              |
| 619  | 順利               | ↔    | 中環（港澳碼頭）     | 九巴                                                 |                                                              |
| 619P | 順利               | →    | 中環（港澳碼頭）     | 九巴                                                 | 只於星期一至五早上繁忙時間服務（假期除外）                   |
| 619X | 順利               | ↔    | 中環（港澳碼頭）     | 九巴                                                 | 只於星期一至五繁忙時間服務（假期除外）                       |
| 621  | 麗港城             | ↔    | 中環（香港站）       | 九巴                                                 | 只於平日繁忙時間服務（假期除外）                             |
| 641  | 啟德（啟晴邨）     | ↔    | 中環（港澳碼頭）     | 九巴                                                 | 只於平日繁忙時間服務（假期除外）                             |
| 671  | 鴨脷洲（利樂街）   | ↔    | 鑽石山站             | 九巴                                                 |                                                              |
| 671X | 鴨脷洲（利樂街）   | →    | 鑽石山站             | 九巴                                                 | 只於平日早上繁忙時間服務（假期除外）                         |
| 678  | 上水               | ↔    | 銅鑼灣（東院道）     | 九巴                                                 | 只於星期一至五繁忙時間服務（假期除外）                       |
| 679  | 粉嶺皇后山         | ↔    | 中環（香港站）       |                                                      | 只於星期一至五繁忙時間服務（假期除外）                       |
| 680  | 利安               | ↔    | 金鐘（東）           | 九巴                                                 |                                                              |
| 680B | 富安花園           | →    | 金鐘（東）           | 九巴                                                 | 只於平日早上繁忙時間服務（假期除外）                         |
| 680P | 烏溪沙站           | →    | 金鐘（東）           | 九巴                                                 | 只於平日早上繁忙時間服務（假期除外）                         |
| 680X | 烏溪沙站           | ↔    | 中環（港澳碼頭）     | 九巴                                                 | 只於平日繁忙時間服務（假期除外）                             |
| 681  | 馬鞍山市中心       | ↔    | 中環（香港站）       | 九巴                                                 |                                                              |
| 681P | 耀安               | ↔    | 上環                 | 九巴                                                 | 只於平日繁忙時間服務（假期除外）                             |
| 682  | 烏溪沙站           | ↔    | 柴灣（東）           |                                                      |                                                              |
| 682  | 馬鞍山（利安）     | →    | 柴灣（東）           | 特別班次，只於星期一至五早上繁忙時間服務（假期除外） |                                                              |
| 682A | 馬鞍山市中心       | →    | 柴灣（東）           | 只於星期一至五早上繁忙時間服務（假期除外）           |                                                              |
| 682A | 柴灣（東）         | →    | 泥涌                 | 只於星期一至五晚間繁忙時間服務（假期除外）           |                                                              |
| 682B | 水泉澳邨           | ↔    | 柴灣（東）           | 只於星期一至五繁忙時間服務（假期除外）               |                                                              |
| 682C | 沙田第一城         | →    | 北角                 | 只於星期一至五早上繁忙時間服務（假期除外）           |                                                              |
| 682P | 烏溪沙站           | →    | 柴灣（東）           | 只於星期一至五早上繁忙時間服務（假期除外）           |                                                              |
| 690  | 康盛花園           | ↔    | 中環（交易廣場）     | 九巴                                                 | 設有特別班次途經禮頓道，只於平日早上繁忙時間服務（假期除外） |
| 690P | 康盛花園           | →    | 中環（交易廣場）     | 九巴                                                 | 只於星期一至五早上繁忙時間服務（假期除外）                   |
| 690S | 坑口               | ↔    | 中環（交易廣場）     | 九巴                                                 | 只於星期一至五繁忙時間服務（假期除外）                       |
| 694  | 調景嶺站           | ↔    | 小西灣邨             |                                                      |                                                              |
| 694S | 調景嶺站           | ↔    | 小西灣邨             | 只於星期一至五繁忙時間服務（假期除外）               |                                                              |
| 904  | 荔枝角             | ↔    | 堅尼地城（卑路乍灣） | 九巴                                                 |                                                              |
| 905  | 荔枝角             | ↔    | 會展站               | 九巴                                                 |                                                              |
| 905A | 會展站             | →    | 荔枝角               | 九巴                                                 | 只於星期一至五黃昏繁忙時間服務（假期除外）                   |
| 905P | 荔枝角             | →    | 灣仔（港灣道）       | 九巴                                                 | 只於星期一至五早上繁忙時間服務（假期除外）                   |
| 907B | 廣福球場           | →    | 灣仔（會展）         | 九巴                                                 | 只於星期一至五早上繁忙時間服務（假期除外）                   |
| 907C | 大埔頭             | →    | 灣仔（會展）         | 九巴                                                 | 只於星期一至五早上繁忙時間服務（假期除外）                   |
| 907C | 金鐘站             | →    | 大埔頭               | 九巴                                                 | 只於星期一至五黃昏繁忙時間服務（假期除外）                   |
| 914  | 海麗邨             | ↔    | 銅鑼灣（天后）       | 九巴                                                 |                                                              |
| 914P | 海麗邨             | →    | 銅鑼灣（天后）       | 九巴                                                 | 只於星期一至五早上繁忙時間服務（假期除外）                   |
| 914X | 海麗邨             | →    | 銅鑼灣（天后）       | 九巴                                                 | 只於星期一至五早上繁忙時間服務（假期除外）                   |
| 930  | 荃灣西站           | ↔    | 會展站               |                                                      | 每日早上11:00前往荃灣方向班次以荃灣（愉景新城）作終點站      |
| 930A | 荃灣西站           | →    | 會展站               | 只於星期一至五早上繁忙時間服務（假期除外）           |                                                              |
| 930A | 灣仔（菲林明道）   | →    | 荃灣（愉景新城）     | 只於星期一至五黃昏繁忙時間服務（假期除外）           |                                                              |
| 930B | 葵盛（東）         | →    | 銅鑼灣（摩頓台）     | 只於星期一至五早上繁忙時間服務（假期除外）           |                                                              |
| 930X | 荃灣（愉景新城）   | ↔    | 銅鑼灣（摩頓台）     |                                                      |                                                              |
| 933  | 荃灣西站           | ↔    | 西灣河               | 只於星期一至五繁忙時間服務（假期除外）               |                                                              |
| 948  | 青衣（長安邨）     | ↔    | 銅鑼灣（天后）       | 九巴                                                 |                                                              |
| 948A | 青衣（長安邨）     | →    | 銅鑼灣（天后）       | 九巴                                                 | 只於平日早上繁忙時間服務（假期除外）                         |
| 948B | 青衣（翠怡花園）   | →    | 銅鑼灣（天后）       | 九巴                                                 | 只於星期一至五早上繁忙時間服務（假期除外）                   |
| 948E | 青衣站             | ↔    | 太古（康怡廣場）     | 九巴                                                 | 只於星期一至五繁忙時間服務（假期除外）                       |
| 948P | 青衣（長安邨）     | →    | 銅鑼灣（天后）       | 九巴                                                 | 只於平日早上繁忙時間服務（假期除外）                         |
| 948X | 青衣（長宏邨）     | →    | 銅鑼灣（天后）       | 九巴                                                 | 只於平日早上繁忙時間服務（假期除外）                         |
| 950  | 屯門（菁田邨）     | ↔    | 會展站               |                                                      | 只於星期一至五繁忙時間服務（假期除外）                       |
| 952  | 屯門（置樂花園）   | ↔    | 銅鑼灣（摩頓台）     | 平日早上09:00前往港島的班次以金鐘（西）為終點站      |                                                              |
| 952C | 掃管笏             | →    | 太古（康怡廣場）     | 只於星期一至五早上繁忙時間服務（假期除外）           |                                                              |
| 952C | 鰂魚涌（新威園）   | →    | 掃管笏               | 只於星期一至五晚間繁忙時間服務（假期除外）           |                                                              |
| 952P | 屯門（置樂花園）   | →    | 銅鑼灣（摩頓台）     | 只於平日早上繁忙時間服務（假期除外）                 |                                                              |
| 952P | 掃管笏             | →    | 銅鑼灣（摩頓台）     | 特別班次，只於星期一至五早上繁忙時間服務（假期除外） |                                                              |
| 952P | 黃金泳灘           | →    | 銅鑼灣（摩頓台）     | 特別班次，只於星期一至五早上繁忙時間服務（假期除外） |                                                              |
| 955  | 屯門（菁田邨）     | ↔    | 西灣河               | 只於星期一至五繁忙時間服務（假期除外）               |                                                              |
| 962  | 屯門（龍門居）     | ↔    | 銅鑼灣（摩頓台）     |                                                      | 只於平日繁忙時間服務（假期除外）                             |
| 962A | 屯門（悅湖山莊）   | →    | 金鐘（力寶中心）     | 只於平日早上繁忙時間服務（假期除外）                 |                                                              |
| 962C | 屯門（龍門居）     | →    | 太古（康怡廣場）     | 只於星期一至五早上繁忙時間服務（假期除外）           |                                                              |
| 962C | 三聖               | →    | 太古（康怡廣場）     | 特別班次，只於星期一至五早上繁忙時間服務（假期除外） |                                                              |
| 962C | 鰂魚涌（新威園）   | →    | 屯門（龍門居）       | 只於星期一至五晚間繁忙時間服務（假期除外）           |                                                              |
| 962G | 銅鑼灣（摩頓台）   | →    | 屯門（悅湖山莊）     | 只於星期一至五晚間繁忙時間服務（假期除外）           |                                                              |
| 962P | 屯門（龍門居）     | →    | 銅鑼灣（摩頓台）     | 只於平日早上繁忙時間服務（假期除外）                 |                                                              |
| 962X | 屯門（龍門居）     | ↔    | 銅鑼灣（摩頓台）     |                                                      |                                                              |
| 967  | 天水圍（天恩邨）   | ↔    | 金鐘（西）           | 只於每日早上至黃昏服務                               |                                                              |
| 967X | 天水圍（天恩邨）   | →    | 銅鑼灣（禮頓道）     | 只於平日早上繁忙時間服務（假期除外）                 |                                                              |
| 967X | 銅鑼灣（摩頓台）   | →    | 天水圍（天恩邨）     | 只於每日黃昏起提供服務                               |                                                              |
| 969  | 天水圍市中心       | ↔    | 銅鑼灣（摩頓台）     |                                                      | 每日18:45後往港島方向以天恩邨為起點站                        |
| 969  | 嘉湖山莊（樂湖居） | →    | 銅鑼灣（摩頓台）     | 特別班次，只於星期一至五早上繁忙時間服務（假期除外） |                                                              |
| 969A | 灣仔（菲林明道）   | →    | 天水圍北             | 只於星期一至五晚間繁忙時間服務（假期除外）           |                                                              |
| 969B | 天水圍市中心       | →    | 灣仔 （菲林明道）    | 只於平日早上繁忙時間服務（假期除外）                 |                                                              |
| 969B | 灣仔（盧押道）     | →    | 天水圍市中心         | 只於平日晚間繁忙時間服務（假期除外）                 |                                                              |
| 969B | 嘉湖山莊（樂湖居） | →    | 灣仔 （菲林明道）    | 特別班次，只於平日早上繁忙時間服務（假期除外）       |                                                              |
| 969C | 嘉湖山莊（美湖居)  | →    | 太古（康怡廣場）     | 只於星期一至五早上繁忙時間服務（假期除外）           |                                                              |
| 969C | 天水圍市中心       | →    | 太古（康怡廣場）     | 特別班次，只於星期一至五早上繁忙時間服務（假期除外） |                                                              |
| 969C | 鰂魚涌（新威園）   | →    | 天水圍（天瑞邨）     | 只於星期一至五晚間繁忙時間服務（假期除外）           |                                                              |
| 969N | 天水圍市中心       | →    | 銅鑼灣（摩頓台）     | 只於每日清晨服務                                     |                                                              |
| 969P | 天水圍市中心       | →    | 銅鑼灣（摩頓台）     | 只於平日早上繁忙時間服務（假期除外）                 |                                                              |
| 969X | 天水圍市中心       | →    | 銅鑼灣（禮頓道）     | 只於平日早上繁忙時間服務（假期除外）                 |                                                              |
| 970  | 數碼港             | ↔    | 蘇屋                 |                                                      |                                                              |
| 970X | 香港仔             | ↔    | 長沙灣（甘泉街）     |                                                      |                                                              |
| 970X | 田灣               | →    | 長沙灣（甘泉街）     | 特別班次，只於平日繁忙時間服務（假期除外）           |                                                              |
| 971  | 石排灣             | ↔    | 海麗邨               |                                                      |                                                              |
| 973  | 赤柱市場           | ↔    | 尖沙咀（麼地道）     | 星期六、日及公眾假期之部份班次繞經海洋公園           |                                                              |
| 976  | 新田               | ↔    | 西灣河               | 只於星期一至五繁忙時間服務（假期除外）               |                                                              |
| 976A | 新田               | ↔    | 小西灣（藍灣半島）   | 只於星期一至五繁忙時間服務（假期除外）               |                                                              |
| 979  | 粉嶺皇后山         | ↔    | 中環（香港站）       |                                                      | 只於星期一至五繁忙時間服務（假期除外）                       |
| 980A | 碩門邨             | →    | 灣仔（菲林明道）     | 九巴                                                 | 只於星期一至五早上繁忙時間服務（假期除外）                   |
| 980X | 烏溪沙站           | →    | 灣仔（菲林明道）     | 九巴                                                 | 只於星期一至五早上繁忙時間服務（假期除外）                   |
| 980X | 金鐘站             | →    | 烏溪沙站             | 九巴                                                 | 只於星期一至五晚間繁忙時間服務（假期除外）                   |
| 981P | 耀安               | →    | 灣仔（菲林明道）     | 九巴                                                 | 只於星期一至五早上繁忙時間服務（假期除外）                   |
| 981P | 金鐘站             | →    | 耀安                 | 九巴                                                 | 只於星期一至五晚間繁忙時間服務（假期除外）                   |
| 982C | 碩門邨             | →    | 西灣河               |                                                      | 只於星期一至五早上繁忙時間服務（假期除外）                   |
| 982X | 愉翠苑             | →    | 灣仔（菲林明道）     | 九巴                                                 | 只於平日早上繁忙時間服務（假期除外）                         |
| 982X | 水泉澳             | →    | 灣仔（菲林明道）     | 九巴                                                 | 特別班次，只於星期一至五早上繁忙時間服務（假期除外）         |
| 982X | 金鐘站             | →    | 愉翠苑               | 九巴                                                 | 只於星期一至五晚間繁忙時間服務（假期除外）                   |
| 985  | 美田（美致樓）     | →    | 銅鑼灣               | 九巴                                                 | 只於星期六早上繁忙時間服務（假期除外）                       |
| 985  | 金鐘站             | →    | 美田                 | 九巴                                                 | 只於星期一至五晚間繁忙時間服務（假期除外）                   |
| 985A | 美田（美致樓）     | →    | 銅鑼灣               | 九巴                                                 | 只於星期一至五早上繁忙時間服務（假期除外）                   |
| 985B | 大圍（田心村）     | →    | 銅鑼灣               | 九巴                                                 | 只於星期一至五早上繁忙時間服務（假期除外）                   |
| 986  | 沙田圍             | ↔    | 西灣河               |                                                      | 只於星期一至五繁忙時間服務（假期除外）                       |
| 988  | 泥涌               | ↔    | 柴灣（東）           |                                                      | 只於星期一至五繁忙時間服務（假期除外）                       |
| 989  | 火炭（駿洋邨）     | ↔    | 西灣河               |                                                      | 只於星期一至五繁忙時間服務（假期除外）                       |
| H1   | 中環（天星碼頭）   | →    | 尖沙咀               | 只於每日日間服務                                     |                                                              |
| H2   | 尖沙咀             | →    | 中環（天星碼頭）     | 只於每日日間服務                                     |                                                              |
| H2K  | 中環（天星碼頭）   | ↺    | 西九文化區           | 只於每日晚間服務                                     |                                                              |
| N118 | 長沙灣（深旺道）   | ↔    | 小西灣（藍灣半島）   | 九巴                                                 | 通宵服務                                                     |
| N121 | 牛頭角             | ↔    | 中環（港澳碼頭）     | 九巴                                                 | 通宵服務                                                     |
| N122 | 美孚               | ↔    | 筲箕灣               | 九巴                                                 | 通宵服務                                                     |
| N170 | 華富（中）         | ↔    | 沙田市中心           | 九巴                                                 | 通宵服務                                                     |
| N171 | 鴨脷洲邨           | ↔    | 荔枝角               | 九巴                                                 | 通宵服務                                                     |
| N182 | 廣源               | ↔    | 中環（港澳碼頭）     | 九巴                                                 | 通宵服務                                                     |
| N307 | 大埔中心           | →    | 上環                 | 九巴                                                 | 只於每日清晨服務                                             |
| N307 | 中環（港澳碼頭）   | →    | 大埔中心             | 九巴                                                 | 只於每日深夜服務                                             |
| N619 | 順利               | ↔    | 中環（港澳碼頭）     | 九巴                                                 | 通宵服務                                                     |
| N680 | 錦英苑             | ↔    | 中環（港澳碼頭）     | 九巴                                                 | 通宵服務                                                     |
| N691 | 調景嶺             | ↔    | 中環（港澳碼頭）     | 九巴                                                 | 通宵服務                                                     |
| N930 | 荃灣（愉景新城）   | ↔    | 銅鑼灣（摩頓台）     |                                                      | 通宵服務                                                     |
| N952 | 屯門（置樂花園）   | ↔    | 銅鑼灣（摩頓台）     |                                                      | 通宵服務                                                     |
| N962 | 屯門（龍門居）     | ↔    | 銅鑼灣（摩頓台）     |                                                      | 通宵服務                                                     |
| N969 | 天水圍市中心       | ↔    | 銅鑼灣（摩頓台）     |                                                      | 通宵服務                                                     |
| X962 | 金鐘（西）         | →    | 屯門（龍門居）       |                                                      | 只於星期一至五晚間繁忙時間服務（假期除外）                   |
| X970 | 海怡半島           | →    | 長沙灣（甘泉街）     | 只於星期一至五早上繁忙時間服務（假期除外）           |                                                              |

## 意外事故
1994年12月12日下午，一輛行走48號線的城巴（車隊編號600，車牌號碼FS8765）在石排灣道近田灣翻側，造成一名16歲少年死亡，40人受傷。
1995年1月27日晚，一輛行走62R線的（車隊編號123，車牌號碼EL8119），由沙田第一城開往九龍塘站，於獅子山隧道九龍出口下坡時翻側，7人受傷。（相關新聞片段（页面存档备份，存于））
1995年11月18日晚，一輛行走九巴60X往佐敦道碼頭的巴士（車隊編號AV86，車牌號碼GH 418），在屯門公路近小欖撞向前面一輛行走901R線往荃灣站的利蘭奧林比安11米（車隊編號192，車牌號碼FD7206）巴士，造成40人受傷。（相關新聞片段（页面存档备份，存于））
1996年11月6日上午，一輛開往深圳蛇口512號線過境雙層城巴（車隊編號202，車牌號碼FD8653）在駛經深圳福田區一道路時，撞到一條因施工出錯而下墮至只有3.5米高的鋼纜，上層車頂幾乎整塊削去，造成2死9傷。（相關新聞片段（页面存档备份，存于））
1998年1月30日（年初三）上午，一輛118線城巴（車隊編號870，車牌號碼HD 935）在灣仔杜老誌道天橋轉往鴻興道時因超速失控，整部巴士向左翻側，上層尾排車頂被削去，令幾名乘客跌落天橋，造成5人死，另有57人傷。肇事城巴司機事後被控以魯莽駕駛引致他人死亡，1999年2月中在區域法院判入獄2年半及停牌4年。(相關新聞片段（页面存档备份，存于） )
1998年2月28日，一輛行走九巴30X線往荃灣方向的富豪奧林比安11米空調巴士（車隊編號AV112，車牌號碼GW4866）在彌敦道撞向前面行走往深水埗的917線巴士（車隊編號862，車牌號碼HD 953），15人受傷。（相關新聞片段（页面存档备份，存于））
1998年6月28日凌晨，一名17歲青年踏單車途經銅鑼灣邊寧頓街與怡和街交界時，懷疑跣胎，連人帶車捲入尾隨城巴雙層巴士車底，友人拍打巴士車門，巴士司機立即停車。傷者幸未被巴士輾過，頭、臉、胸至腳均傷痕纍纍，情況穩定；單車則壓在巴士兩輪之間。
1999年3月23日晚，一輛由中環開往赤柱的6號線巴士，駛至跑馬地司徒拔道近東山台，車長見對面線一輛私家車失控，遂將巴士停下，豈料私家車隨後猛力撞向巴士右邊車頭，巴士上10名乘客無恙，車長則報稱受傷，而私家車上5人同告浴血，共造成1死5傷。
1999年4月28日上午，一輛行走九巴40線往觀塘麗港城的巴士（車隊編號S3N123，車牌號碼DP6029），在觀塘道近牛頭角下邨的巴士站收掣不及，撞向前面一輛行走1A線往中秀茂坪的巴士（車隊編號ATR1，車牌號碼HJ2127），ATR1再衝前撞向一輛行走機場至藍田的E22線城巴三叉戟（車隊編號2203，車牌號碼HV6654），三車上共66人受傷。（相關新聞片段（页面存档备份，存于））
1999年11月9日下午，一輛往柏道的12M線單層巴士（車隊編號1527，車牌號碼HT8514）駛經堅道47號外燈位，撞倒一名67歲老婦，巴士車頭玻璃破裂，老婦頭部受傷，口鼻流血昏迷倒臥路上，隨行泰傭馬上攙扶並陪同送院
2001年8月27日下午，一輛往機場的A21線機場巴士（車隊編號2121，車牌號碼HS8500）在汲水門大橋剎車不及撞向前方貨車，貨車被推前再撞向一輛發生故障的私家車，造成1死11傷。
2002年9月5日，一輛行走中環開往赤柱的6號線（車隊編號713，車牌號碼GD6286），在淺水灣道因引擎冒煙而停車，城巴工程人員到場用滅火筒灌救，但火勢反而愈燒愈烈，迅速蔓延全車。其後由消防到場救熄，而巴士因為嚴重焚燬無法修復而報廢。
2004年7月5日，一輛往銅鑼灣的962線巴士（車隊編號2242，車牌號碼HW2377）駛至長青隧道時被校巴撞向車尾，巴士再衝前撞向一輛行走968線的九巴，造成26人受傷。
2004年7月7日上午，一輛往金鐘站（西）的967線米巴士（車隊編號2280，車牌號碼HZ9371）在西區海底隧道往香港方向管道內撞向一輛工程車車尾，29人受傷。（相關新聞片段（页面存档备份，存于））
2006年3月24日，一輛校巴在香港仔隧道收費廣場附近疑閃避切線的私家車時失控，撞向一輛在巴士站上落客的城巴（車隊編號613，車牌號碼HR3194），城巴其後再撞向前面一輛行走171線往海怡半島的巴士車尾（車隊編號ATR347，車牌號碼KW 746），造成27人受傷。
2006年7月27日晚，一輛6X線巴士（車隊編號919，車牌號碼GW3787）在香島道近深水灣巴士站靠站時突然起火，並蔓延至肇事巴士，結果全車焚毀，無人受傷。肇事巴士已於同年8月15日正式除牌退役，事後城巴安排一輛原非專利部的巴士（車隊編號430，車牌號碼GM3815，已於2013年1月29日正式退役）入籍專利一部作替代。
2006年8月21日上午，一輛A21線機場巴士（車隊編號2112，車牌號碼HS6637）在長青隧道往九龍方向剎車不及，導致五車連環相撞，巴士撞向貨車車尾。現場有25名傷者，巴士車長則失蹤，事後消防要移除毀如廢鐵的貨車，才能於巴士殘骸中尋回車長的遺體。由於衝力巨大，底盤斷成兩截，駕駛室連同樓梯及油缸完全爆破，頭軸飛脫。事後亞歷山大丹尼士額外生產了一輛同款巴士，以散件方式運到香港，其中底盤交付給城巴，並將原有零件連同底盤號碼轉移至新底盤；至於車身則交予九巴，用以重建較早前撞毀的ATR101樣版車。
2007年7月21日下午，一輛85線巴士（車隊編號909，車牌號碼GV6276）在小西灣邨巴士總站撞倒一位81歲老翁，老翁捲入車底，車長報警，老翁由救護車送院後搶救不治。
2007年12月14日晚，一輛正前往將軍澳寶琳的E22A線城巴（車隊編號2106，車牌號碼HN4867）駛至將軍澳寶順路和寶邑路交界時與一輛往牛頭角站的796S線新巴（車隊編號5023，車牌號碼JD6815）相撞，兩車車頭嚴重損毀。城巴上兩名香港及台灣乘客拋出車外，再捲入車底死亡，另17人傷（相關新聞片段（页面存档备份，存于））。
2008年1月15日，一輛行走N170線的九巴（ATR72，車牌號碼HY2252）在香港仔隧道收費廣場巴士站懷疑天雨路滑失控，撞向前面兩輛正在上落客、分別行走N72和N90線的巴士（987，車牌號碼HT4739及475，車牌號碼GM6785），造成14人傷。
2008年2月4日早，一輛行走11線的城巴（車隊編號1556，車牌號碼HU5156）駛至畢拉山道準備停站時，車尾引擎冒煙，全車幾乎燒燬，事件中無人受傷，巴士車尾嚴重損毀。
2008年11月1日凌晨，一輛回廠途中的城巴（車隊編號1512，車牌號碼HU2412）在途經西灣河鯉景灣對上東區走廊橋面，車尾因機件過熱而冒煙著火，結果全車焚毀，全車燒剩車架；肇事巴士已於2009年5月8日正式除牌退役。
2008年12月10日早，一輛行走6線的城巴（車隊編號735，車牌號碼HB5201）駛至司徒拔道時，車尾突然冒煙起火，事件中無人受傷，車尾嚴重損毀。
2009年8月10日下午，一輛行走6線的巴士（車隊編號730，車牌號碼GS2902）在赤柱峽道與一輛失控越線的的士相撞後，的士反彈回原來行車線，再與四驅車相撞，的士司機死亡，四名外籍女子受傷。
2009年12月6日下午，一輛5X線巴士（車隊編號588，車牌號碼HL9870）在銅鑼灣摩頓台12號巴士站疑車長在不知情的情況下撞倒一位83歲老婦並將其捲入車底拖行再拋出到53米，老婦由救護車送院搶救，在下午4時01分該名老婦證實不治，而該名城巴司機因「涉嫌危險駕駛導致他人死亡」、「沒有向警方報告意外」及「在意外後沒有停車」等罪名拘捕。
2010年2月15日早，一輛98線巴士（車隊編號215，車牌號碼FS3166）在鴨脷洲利東邨道疑「偷位」越線轉彎時失事，與一輛迎面往鴨脷洲的91線新巴（車隊編號DA90，車牌號碼HH6198）相撞，兩車車頭半邊削去，事件中共造成13人受傷，為虎年發生首宗巴士相撞車禍。
2010年4月14日早，一輛E22P線巴士（車隊編號2111，車牌號碼HP2678）在龍翔道近港鐵鑽石山站巴士站靠站時被尾隨電單車相撞，並捲入巴士車底，事後電單車迅速著火並蔓延至肇事巴士，結果全車焚毀，全車只留下右邊車身部份及車架，電單車司機受傷。
2010年5月20日早，一輛往中環（交易廣場）的97線巴士（車隊編號439，車牌號碼GM7352）和一輛往筲箕灣的99線巴士（車隊編號430，車牌號碼GM3815）在黃竹坑道近鴨脷洲橋道行駛期間撞到一塊用來遮蓋路坑的鋼板，鋼板彈起撞穿兩部巴車底油箱及油喉導致漏油。其中97線巴士被鋼板撞穿後整部巴士彈起及漏油，21人傷；99線車長發覺車底油喉漏油後將車駛至數百米外的香港仔隧道收費廣場車站停車，車上無人受傷。（相關新聞片段（页面存档备份，存于））
2010年9月15日早，一輛行走111線往中環方向的新巴（車隊編號5051，車牌號碼JV9875）在中環德輔道中撞向前面一輛行走10號線的富豪奧林比安12米（車隊編號692，車牌號碼HV1286），10人受傷。
2010年12月4日早，一輛行走95C線往鴨脷洲邨的巴士（車隊編號1551，車牌號碼HU4619）在石排灣道與田灣山道交界處撞向前面一輛行走新巴42線的富豪超級奧林比安12米巴士（車隊編號5006，車牌號碼JD4906）及一輛客貨車，29人受傷。
2011年1月18日，一輛往鴨脷洲方向A10線的城巴（車隊編號1560，車牌號碼，車牌號碼HU4891）離開西區海底隧道管道後的支路失控相撞，車頭嚴重損毀。
2011年2月13日下午，兩輛行走73線的巴士（車隊編號218和234，車牌號碼FS2678和FS7418）在赤柱峽道迎頭相撞，造成7人受傷。
2011年2月21日凌晨，一輛行走員工接送車往上水方向的巴士（車隊編號932，車牌號碼GZ6061）在摩理臣山道轉入堅拿道西時懷疑因路滑失控撞向右邊路壆，再反彈左邊衝上行人路，撞向一個水龍頭及路邊鐵欄，繼而衝向一間空置店舖，將店舖的鐵閘撞毀，巴士車頭及上層前排座位嚴重損毀，無人受傷。
2011年5月21日晚，一輛往藍田（北）方向的E22線（車隊編號2259，車牌號碼HX5754），在赤鱲角南路近昂坪360轉向站，撞向慢線上一輛故障拋錨的中型密斗貨車，巴士車頭插入貨車車尾約一米深，車長重傷被困約兩小時才救出，至翌日下午不治，另19人受傷。
2011年10月16日下午，一輛行走969線的（車隊編號692，車牌號碼HV1286）在干諾道西近皇后街撞向前面一輛行走A11線的巴士（車隊編號2151，車牌號碼HT9721），20人受傷。
2012年7月2日早，一輛往赤柱方向的6號線巴士（車隊編號7008，車牌號碼PZ6850）駛至司徒拔道近東山台時被一輛因忘記拉緊手掣而在斜路溜下的垃圾車迎頭猛撞，56歲阮姓車長右腳折斷被困車廂，須由消防員救出，事件中共造成8人受傷，肇事巴士車頭嚴重損毀。
2012年7月4日晚，一輛行走E21A路線的巴士（車隊編號2207，車牌號碼HV7644）在青馬大橋往東涌方向行駛期間，遭尾隨的貨車撞及車尾，四人受傷。
2012年7月14日，一輛行走606線的城巴（車隊編號854，車牌號碼GR2547）因機件故障而駛回柴灣車廠，巴士駛至東區走廊近阿公岩道時突然起火，無人受傷。
2012年10月4日，一輛行走九巴59X線往旺角東站的巴士（車隊編號3ASV221，車牌號碼KF6062），在屯門海珠路撞向城巴富豪奧林比安（車隊編號664，車牌號碼HU3262）車尾，城巴司機頭部受傷。
2012年12月25日，一輛行走606線的巴士（車隊編號1539，車牌號碼HU5465）於早上途經筲箕灣太樂街路口期間突然冒煙，車尾嚴重焚毀，
2013年1月14日，中午12時許，一輛行走B3A線往深圳灣口岸方向的巴士（車隊編號2303，車牌號碼KM5696）在深圳灣公路大橋行駛期間輪胎突然爆破，因輪胎熱力過高發生火警，並發生輕微爆炸，全車嚴重焚燬，無人受傷。
2013年3月24日，下午2時許，一輛行走962線往銅鑼灣（摩頓台）的巴士（車隊編號667，車牌號碼HU3160），在屯門海榮路準備右轉出青山公路，與對面線一輛的士相撞後，再剷上行人路，無人受傷。
2013年3月26日下午，一輛行走A22線往藍田站的巴士（車隊編號2140，車牌號碼HT9542）沿西九龍快速公路往油麻地，當駛至連翔道轉入佐敦道時，疑天雨路滑，在彎角突然失控，掃毀路邊15個路障、20米圍欄、10個膠欄、15個地監燈及一個地監交通指示牌，之後衝入一個建築地盤，險剷落兩米深坑，巴士車身毀爛，擋風玻璃爆裂，前車門更掀起損毀。
2013年4月3日凌晨，一輛行走962線往龍門居的巴士（車隊編號676，車牌號碼HV2258）在青葵公路近長青隧道遭尾隨的一輛中型貨車撞及車尾後，再撞向前方一輛電單車及的士，9人受傷。
2013年4月20日下午2時許，一輛行走A22線往藍田站的巴士（車隊編號2104，車牌號碼HN7737），在青沙公路往西九龍公路支路起火，全車嚴重焚燬。
2013年7月1日下午一時正，一輛往機場博覽館方向的E22線巴士（車隊編號2286，車牌號碼，車牌號碼JA220），在北大嶼山快速公路近小蠔灣車廠對開，因有客貨車不適當切線撞及中型貨車車尾，反彈出快線後停下。因中型貨車突然停下，結果收掣不及，撞向中型貨車尾部，巴士車頭嚴重損毀，車長重傷不治，另37人受傷。
2013年10月21日凌晨，一輛暫停載客的巴士（車隊編號2113，車牌號碼HS8204），於赤鱲角機場島內範圍撞毀，巴士車頭損毀嚴重。
2013年10月23日晚，一輛往田灣邨的31線專線小巴於華富邨華翠街上斜時，與對面線一輛往金鐘(政府總部)方向的40M線巴士（車隊編號951，車牌號碼HP7153）迎頭相撞，一名司機受傷，肇事巴士右邊車頭損毀。
2013年11月4日，下午3時，一輛往慈雲山方向的E23線巴士（車隊編號2110，車牌號碼HP4451）沿紅磡漆咸道北往觀塘方向行駛，駛至近新柳街時突然失控撞向路邊鐵欄，並撞毀一個路牌，造成5人受傷。
2014年9月23日晚，一輛行走962X線的巴士（車隊編號8257，車牌號碼RP7795）在屯門公路深井附近撞向前面一輛行走九巴58X線的富豪超級奧林比安（車隊編號AVW32，車牌號碼LL4063），27人受傷。
2014年10月28日黃昏，一輛行走40M線的巴士（車隊編號9123，車牌號碼SF4867）懷疑因車長行錯路，誤駛入堅尼地道後撞向高度僅4.1米的纜車橋底，造成三人受傷。
2015年2月8日晚，一輛往東涌（逸東邨）方向的巴士（車隊編號2206，車牌號碼HW4172）在北大嶼山公路疑因輾過路面螺絲，左後輪胎破裂導致纖維地台爆裂，座椅亦被炸起，兩名女乘客受傷。
2015年4月16日早，一輛暫停載客的巴士（車隊編號8514，車牌號碼TF4616），於秀茂坪道近秀暉樓對開，撞倒一名63歲正在過路男子，尾隨輕型貨車收掣不及，撞向巴士車尾，司機輕傷送院；被撞男子由救護車送院後搶救，於翌日下午不治。
2015年4月23日，一輛行走11線的巴士（車隊編號1521，車牌號碼HU4821）於晚上途經渣甸山睦誠道期間突然冒煙，車尾嚴重焚毀。肇事巴士因為17年車齡而不作修復，同年6月2日正式除牌退役。
2016年2月20日，一輛行走E11線的巴士（車隊編號2287，車牌號碼JB3698）於晚上途經青嶼幹線收費廣場期間突然冒煙，車尾嚴重焚毀。肇事巴士因為17年車齡而不作修復。
2016年11月12日下午五時許，一輛行走107線往九龍灣方向的巴士（8160，車牌號碼PK3995）在香港仔隧道內因切線問題，與鄰線的士在隧道內互相爭讓，最終導致雙方碰撞。兩名司機事後被警方以涉嫌危險駕駛拘捕，涉事車長亦遭解僱。
2017年1月14日晚，一輛行走681線的巴士（車隊編號8147，車牌號碼PH1273）開往中環（香港站）途中，駛至鯉魚門道近藍田公共運輸交匯處出口對開時，突然失控撞壆後全車向左翻側，上層43歲女乘客當場死亡，另有18人受傷。（相關新聞片段（页面存档备份，存于））涉事巴士司機承認危險駕駛引致他人死亡及危險駕駛引致他人嚴重受傷兩項罪名，被判入獄45個月，停牌5年，並須自費參加駕駛改進課程。
2017年1月25日晚，一輛行走E21A線的巴士（車隊編號8203，車牌號碼PR7978）開往東涌（逸東邨）途中，駛至荃灣路近葵涌公園對開時撞向前方一輛貨車，7人受傷。
2017年4月12日晚，一輛行走967X線往天恩邨的巴士（車隊編號6320，車牌號碼UA3546）於元朗公路往屯門方向近博愛交匯處收掣不及，撞向前面一輛因應交通情況減速、行走九龍巴士265M線往天恆邨的巴士（車隊編號AP23，車牌號碼JR3544），並將巴士推前碰及前面專線小巴，70人受傷。
2017年6月28日下午，兩輛沿機場路往九龍方向行駛的城巴（其中一輛為行走E22線的巴士，車隊編號6512，車牌號碼UA3575）至國泰城對開時，因應私家車切線而減速，但被一輛行走龍運巴士S64線、懷疑收掣不及的同型號巴士（車隊編號8520，車牌號碼RG9091）撞向車尾，造成三車串燒相撞意外，共22人傷。
2017年9月16日下午，一輛行走118線的巴士（車隊編號8394，車牌號碼SR5419）開往長沙灣（深旺道）駛至柴灣道近雅麗閣對開時發生兇殺案。一對情侶在城巴內發生爭執，期間有人疑情緒激動下，持刀從後襲擊對方，並擊爆車窗跳車企圖逃走，惟重傷倒臥地上。兩人送院搶救，女事主傷重不治，警方將案件暫列兇殺案。
2017年9月22日傍晚，一輛行走E21A線的巴士（車隊編號8515，車牌號碼TF5883）往愛民方向行駛，駛至長沙灣道近欽州街交界時，疑收掣不及，失控鏟上行人路，上層左邊車頭更被大廈簷蓬劏開。由於正值繁忙時間，多名途人走避不及被捲進車底，造成3死近30人受傷。肇事巴士司機被控危險駕駛導致他人死亡罪及危險駕駛引致他人嚴重受傷罪，判囚30個月，停牌5年，並須自費參加駕駛改進課程。
2018年5月19日，一輛行走N170線往華富方向的巴士（車隊編號8445，車牌號碼SW6570）沿沙田鄉事會路往河畔花園行駛，至大涌橋路交界與一輛往馬鞍山方向行駛的空載的士相撞，的士繼而失控撞路邊防撞欄後停下，巴士車頭玻璃碎裂。兩車司機受傷送院治理。
2018年7月27日清晨，一輛空載的巴士（9502，車牌號碼TS5502）在西營盤干諾道西左轉西邊街時懷疑機件故障失控，先撞向右邊石壆，再彈往左邊行人路及大廈簷篷，巴士車頭上下層均有損毀。
2018年9月15日，下午2時許，一輛行走962X線往銅鑼灣（摩頓台）方向的巴士（6533，車牌號碼UF6020）在西九龍公路撞向前方兩部私家車、一部旅遊巴及兩架客貨車，造成18人受傷。
2019年2月14日晚大約10時30分，一輛行走B3線開往深圳灣口岸的巴士（6445，車牌號碼VU6355）在屯門鄉事會路準備左轉往海珠路時，與一輛開往田景站方向的507綫輕鐵列車（車隊編號1114）相撞，輕鐵車頭插入城巴車廂內，城巴左車身撞至穿洞，城巴車長聲稱看錯燈號引致車禍。輕鐵兆禧站至兆麟站和三聖站列車服務暫停，期間港鐵安排免費接駁巴士行走受影響車站。
2019年3月4日早上約10時30分，一輛行走967線往金鐘方向的巴士（6359，車牌號碼UC6127）在西九龍公路近擎天半島撞向前方因拋錨停在中線並且打開尾板的中型貨車，59歲巴士司機被有如放在公路中心的刀鋒的尾板攔腰夾至斷腳，傷重不治，54歲貨車司機被巴士撞倒後也傷重不治，另外17人傷。意外在西隧管理範圍內發生，事發後惹來外界質疑西隧公司為何未能發現該拋錨的貨車並盡快安排拖離現場，更有行車記錄儀攝得事發現場1小時前的影像，顯示意外前1小時該貨車已在馬路中線拋錨。
2019年6月3日早上7時許，一輛行走107線往九龍灣方向的巴士（車隊編號8290，車牌號碼RT9062）在九龍灣啟祥道與宏照道交界與一輛行走九龍灣國際展貿中心的穿梭巴士（車牌號碼NC3792）相撞，事件造成16人受傷。
2019年6月5日早，一輛行走77線的巴士（車隊編號8161，車牌號碼PJ8574）在筲箕灣總站駛入車坑時，右邊車身撞向旁邊一輛行走新巴2X線的巴士（車隊編號5639，車牌號碼TP9919），肇事巴士右邊車身損毀。
2019年7月18日至8月1日，城巴在15日內接連發生四宗交通意外：
- 7月18日下午2時許，一輛行走969線往天水圍市中心的巴士（車隊編號6415，車牌號碼UY3354），沿青朗公路慢線往元朗方向行駛，當駛過大欖隧道收費站約500米時，撞上前行的一輛貨車，巴士車長死亡，巴士上13名乘客及貨車司機受傷。[71]
- 7月30日早上八時許，一輛行走967線前往金鐘西的巴士（6302，車牌號碼TX6430）於青朗公路往九龍方向近汀九橋撞向前面一輛行走九巴69C線一輛往觀塘碼頭的巴士（ATENU16，車牌號碼SB5072），74人受傷。[72][73]
- 7月31日，一輛行走118線往小西灣（藍灣半島）的巴士（8409，車牌號碼SS7961）在柴灣道「大潭道」巴士站停站時，被一輛行走106線線的新巴同款巴士（5737，車牌號碼SN6057）撞及車尾，無人受傷。[74]
- 8月1日早上近十時，一輛行走E21線往機場博覽館的巴士（8518，車牌號碼TG3653）在青衣西路往青馬大橋方向與一輛貨櫃車拖頭相撞，8名乘客受傷。[75]

2019年8月16日凌晨零時許，一輛行走E22線往機場博覽館的巴士（6531，車牌號碼UE6212）於北大嶼山公路失控撞向慢線一輛工程車車尾，被撞工程車衝前再撞向前面路肩另一輛工程車，巴士車頭嚴重損毀，10人傷。
2019年11月13日凌晨約1時，一輛停泊在屯門時代廣場對面、B3X線屯門市中心總站的亞歷山大丹尼士Enviro 500 MMC（6448，車牌號碼VU9112）車頭位置被人放燃燒彈縱火，消防員接報後需徒步前往救火；消防開喉時，全車陷入火海。
2022年7月7日約7時半，港珠澳大橋香港口岸一輛城巴（6850，車牌號碼WN2527）被緃火，車頭及車身燒毁。一名清潔工涉嫌縱火被捕。消息稱，被捕清潔工聲稱因一時貪玩縱火。案件交由大嶼山警區重案組跟進，火警中沒有人受傷，現場毋須疏散。肇事巴士已於2023年5月8日除牌。
2024年1月14日晚上9時21分，一輛暫停服務的城巴巴士（車隊編號51165，前新巴5528，車牌號碼PT9670），於灣仔北駛過港灣道與菲林明道交界時，撞向一輛衝紅燈的的士，的士上一男一女乘客送院搶救後不治。而消息指其中男乘客為整形外科醫生何維新。的士司機被警方以「危險駕駛引致他人死亡」拘捕。
2025年7月4日早晨8時11分，新蒲崗景泰街發生交通意外。一輛私家車在左轉出太子道東期間，與一輛沿路東行的城巴相撞。私家車右邊車頭及倒後鏡因撞擊遭損毀，城巴左邊車頭刮花。兩車司機皆稱頸痛，其中一人被送院接受進一步治療。

## 外部連結
- 城巴官方網頁（页面存档备份，存于）